# Jacob van Breda (bioloog)

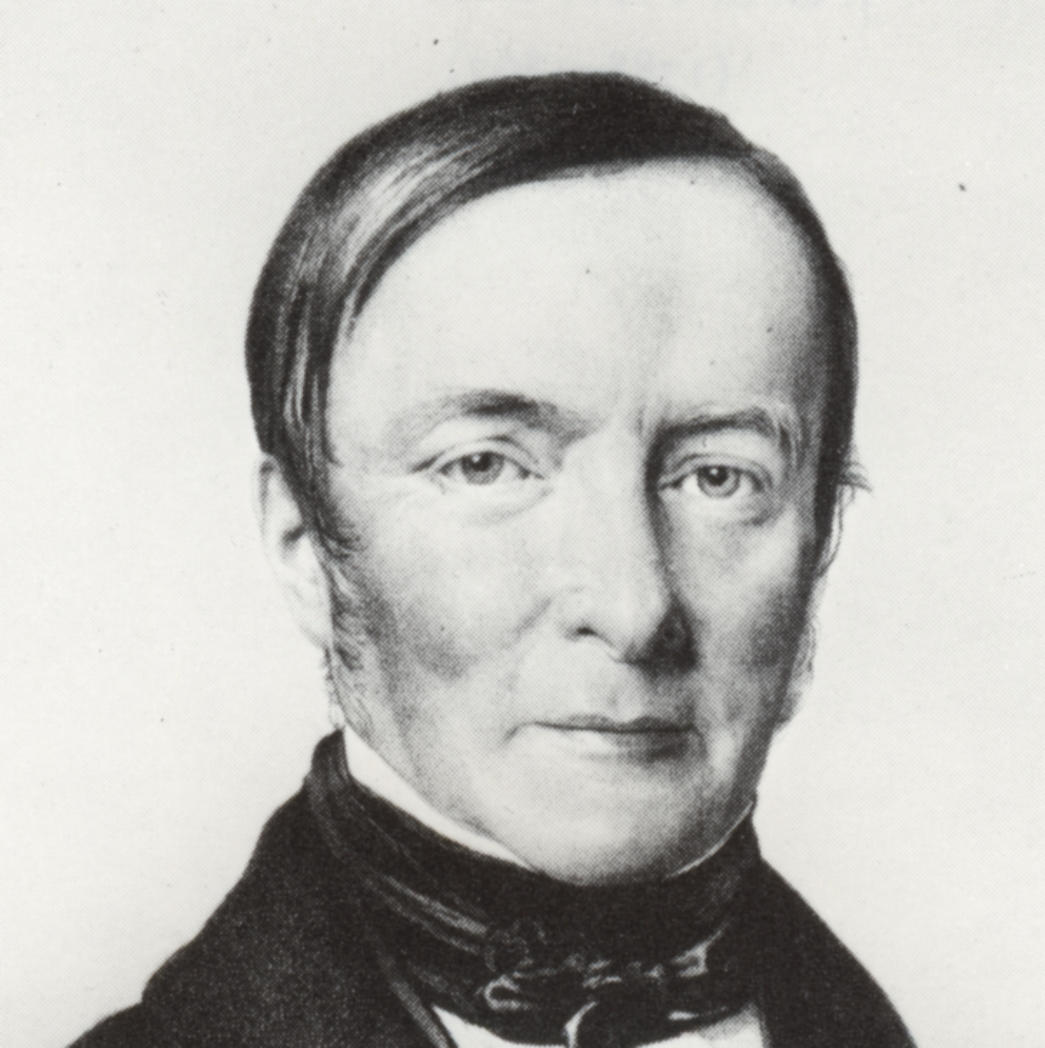
Jacob van Breda

Jacob Gijsbertus Samuël van Breda (Delft, 24 oktober 1788 — Haarlem, 2 september 1867) was een Nederlands botanicus, paleontoloog en zoöloog.

## Biografie
Van Breda was de zoon van de arts, weerkundige en politicus Jacob van Breda. Hij volgde de Latijnse School te Delft, en studeerde vanaf 1806 medicijnen en natuurlijke historie aan de Universiteit Leiden. In 1811 promoveerde hij op een geneeskundig onderwerp, om daarna voor een jaar naar Parijs te gaan. In 1816 werd hij docent in botanie, scheikunde en geneeskunde aan het Athenaeum van Franeker. Dankzij de vrede na de napoleontische oorlogen kon hij verschillende plekken in Frankrijk, Engeland en het tegenwoordige Duitsland bezoeken.
In Franeker raakte Van Breda bevriend met de jurist Adriaan Gillis Camper. In 1821 trouwde hij diens dochter Frederika Theodora Ernestina Camper (1799-1834). Ze was geïnteresseerd in de wetenschap en zou Van Breda op diens reizen naar onder andere Georges Cuvier in Frankrijk en Humphry Davy in Engeland vergezellen. Ook maakte ze tekeningen van de objecten in zijn collecties. Het paar kreeg geen levend geboren kinderen.
In 1822 werd Van Breda hoogleraar in de botanie, zoölogie en de vergelijkende anatomie aan de Universiteit Gent. Hij was in Gent ook directeur van de botanische tuin. Hij begon in 1825 aan zijn vijftiendelig werk Genera et Species Orchidearum et Asclepiadearum, waarin hij plantengeslachten uit Nederlands-Indië beschreef. De betreffende planten werden hem opgestuurd vanuit Batavia. Ook onderzocht hij in deze periode de geologie van het latere België. Hij was een aanhanger van het uniformitarianisme van de Britse geologen Hutton en Lyell. In 1830 moest hij als gevolg van de Belgische Revolutie zijn werk in Gent opgeven.
Hierna werd hij buitengewoon hoogleraar in de zoölogie en geologie aan de Universiteit Leiden. In 1835 werd hij gewoon hoogleraar. Na de dood van zijn vrouw hertrouwde hij in 1836 met Cornelia Maria Veeren. In 1839 verhuisde Van Breda naar Haarlem, waar hij – als opvolger van Martinus van Marum – de afdelingen paleontologie, mineralogie en natuurwetenschappen in het Teylers Museum ging beheren als conservator en secretaris werd van de Hollandsche Maatschappij der Wetenschappen. In de laatste functie organiseerde hij meer dan 400 schrijfwedstrijden om het wetenschappelijk onderzoek te stimuleren. Hij deed onderzoek naar magnetisme en elektriciteit en kocht voor het museum - deels uit eigen middelen - fossielen aan, waaronder een Archaeopteryx die bekendstaat als "de Haarlem". Van 1841 tot 1867 was Van Breda lid van Teylers Tweede Genootschap.
Van 1852 tot 1855 was hij in opdracht van Thorbecke de voorzitter van een commissie die de eerste grootschalige geologische kartering van Nederland moest voorbereiden. De commissie zou wegens onderlinge meningsverschillen niet slagen in haar taak, maar de eerste geologische kartering van Nederland zou later worden volbracht door Van Breda's student Winand Staring.
Van Breda ging in 1857 met emeritaat in Leiden en legde in 1864 zijn functies in Haarlem neer. Zijn uitgebreide verzameling fossielen, planten en dieren (ongeveer 1900 objecten) werd in 1871 verkocht aan de Universiteit van Cambridge en het British Museum of Natural History. Een van de betreffende fossielen werd naar hem genoemd als Megalosaurus bredai, dit is later de typesoort geworden van de dinosauriër Betasuchus.
- Author citation (botany): Breda
- Biografisch Portaal: 20897933
- Digitale Bibliotheek voor de Nederlandse Letteren: bred017
- Gemeinsame Normdatei: 116440058
- International Standard Name Identifier: 0000 0000 5960 9495
- Library of Congress Control Number: n80083909
- Nederlandse Thesaurus van Auteursnamen: 069955220
- RKD-Nederlands Instituut voor Kunstgeschiedenis: 390075
- Virtual International Authority File: 25906190
- WorldCat: E39PBJpypRXDmfTc4DTMBPhvHC